# إسماعيل بن أمية
إسماعيل بن أمية بن عمرو بن سعيد بن العاص القرشي الأموي محدث من أهل مكة، ثبت من الثقات، مات سنة تسع وثلاثين ومائة.

## روايته للحديث النبوي
- روى عن: يحيى بن عبد الله بن صيفي في الايمان ومحمد بن يحيى بن حبان في الزكاة وعياض بن عبد الله بن سعيد بن أبي سرح في الزكاة وأبي غطفان بن طريف المري في الصوم وعبد الله بن عروة الغفاري في النكاح ونافع مولى ابن عمر في النكاح والعتاق والبيوع وغيرها وسعيد المقبري في الجهاد وأيوب بن خالد في ذكر خلق الأشياء.
- روى عنه: روح بن القاسم وسفيان الثوري ومعمر بن راشد ويحيى بن أيوب الغافقي وبشر بن المفضل وابن جريج وسفيان بن عيينة.

## ثناء العلماء عليه
- قال أبو حاتم الرازي: ثقة صالح.
- قال أبو زرعة الرازي: ثقة.
- قال أحمد بن حنبل: إسماعيل قوي: أثبت في الحديث من أيوب.
- قال أحمد بن شعيب النسائي: ثقة.
- قال أحمد بن صالح الجيلي: ثقة.
- قال ابن حجر العسقلاني: ثقة ثبت.
- قال الذهبي: ثقة.
- قال الزبير بن بكار: كان فقيه أهل مكة.
- قال سفيان بن عيينة: كان إسماعيل حافظا للعلم مع ورع وصدق.
- قال محمد بن سعد كاتب الواقدي: ثقة كثير الحديث.
- قال يحيى بن معين: ثقة.[2]